# War (film)
A War 2007-ben bemutatott amerikai akció-thriller Phillip Atwell rendezésében. A főszerepben Jet Li és Jason Statham látható.
A film munkacíme Rogue volt, azonban ezt megváltoztatták, hogy elkerüljék az összetévesztést egy másik, ugyanezen címet viselő, ugyanazon időben készült filmmel; a produkció néhány ázsiai országban és Ausztráliában a Rogue Assassin címet viseli.
A filmet 2007. augusztus 24-én mutatták be az Egyesült Államokban, míg Magyarországon november 1-jén jelent meg a SPI forgalmazásában.

## Cselekmény
Miután társát és annak családját meggyilkolja a hírhedt és megfoghatatlan, Rogue néven ismert bérgyilkos, John Crawford FBI-ügynök a bosszú megszállottjává válik, s világa a bűn és árulás örvényébe merül. Rogue újra felbukkan, hogy saját tervét megvalósítsa; ennek érdekében véres háborút robbant ki az ellenséges ázsiai maffiafőnökök, a Triádokat irányító Chang és a Yakuzák vezére, Shiro között. Mikor Crawford és Rogue végül szemtől szembe kerül, az igazság is kiderül múltjukról.

## Szereplők
| Szerep                          | Színész            | Magyar hang    |
| ------------------------------- | ------------------ | -------------- |
| Rogue / Tom Lone                | Jet Li             | Láng Balázs    |
| John Crawford különleges ügynök | Jason Statham      | Epres Attila   |
| Li Chang                        | John Lone          | Kassai Károly  |
| Kira                            | Devon Aoki         | Szabó Gertrúd  |
| Benny                           | Luis Guzmán        | Besenczi Árpád |
| Goi különleges ügynök           | Mathew St. Patrick | Maday Gábor    |
| Wick különleges ügynök          | Sung Kang          | Sárközi József |
| Shiro Yanagawa                  | Ryo Ishibashi      | Bácskai János  |
| Dr. Sherman                     | Saul Rubinek       | Kajtár Róbert  |
| Maria                           | Nadine Velazquez   | Sági Tímea     |

## Filmzene
A filmzenét Brian Tyler szerezte. A kiegészítő zenéket RZA, Mark Batson és Machines of Loving Grace szerezték.
1. "Spyked" – 2:31
2. "War Opening Titles" – 5:05
3. "Confession" – 3:05
4. "Rooftop Pursuit" – 1:44
5. "Whips" – 2:14
6. "Swordfight" – 5:16
7. RZA – "Rogue Cleans Da Hizouse" – 2:15
8. "Getting Started / Scene of the Crime" – 2:51
9. Mark Batson – "The Set Up / Mr. Chang Sends Regards" – 2:36
10. "Shiro Comes to Town" – 3:55
11. "Bangkok Downtown" – 2:18
12. "This Isn't Japan" – 2:16
13. "Cop Hunting / Face to Face" – 2:42
14. Mark Batson – "Compliments of Mr. Chang" – 0:36
15. "Rogue's Revenge" – 1:09
16. "Showdown" – 2:49
17. "Plans for Retaliation" – 4:00
18. "Watching the Changes" – 0:45
19. "Shiro's Estate" – 2:33
20. "War End Credits" – 5:31
21. Machines of Loving Grace – " King" – 4:04
22. "War Opening Titles (Remix)"  – 4:54

## Fogadtatás
A War 14%-on áll az amerikai újságíró-kritikusok legjavának véleményét összegyűjtő Rotten Tomatoes oldalon. A filmet unalmasnak, sablonosnak találták, kevesellték az akciót, illetve kiemelték a Li és Statham szembenálló kettősében rejlő lehetőségek kiaknázatlanságát.
A film augusztus 24-én került az amerikai mozikba. 9,8 millió dollárral csak a toplista ötödik helyére léphetett a több hete futó Superbad, avagy miért ciki a szex?, A Bourne-ultimátum, a Csúcsformában 3., illetve a szintén debütáló Mr. Bean nyaral mögött. A két főszereplő korábbi közös filmje, Az egyetlen ennek kétszeresét hozta ugyanennyi idő alatt 2001-ben. A War hamar elvesztette közönségét, s végül 22,5 millió dollárral zárt. Észak-Amerikán kívül 16 millió dollárt hozott, így összesen 40,7 millió dolláros bevételt gyűjtött világszerte.